# Campionat de Zúric
El Campionat de Zúric o Gran Premi de Zúric (anomenat també Züri-Metzgete o  Meisterschaft von Zürich) és una clàssica ciclista que es disputa anualment a la localitat de Zúric (Suïssa).
El campionat de Zúric es disputà per primer cop el 1914 i des de 1917 no havia deixat de disputar-se mai, inclòs durant la Segona Guerra Mundial, fins al 2006, quan es disputà la darrera edició. En els seus inicis es disputava a inicis de maig. El 1988 es traslladà a mitjans d'agost i els darrers anys es va traslladar al mes d'octubre. La competició formà part de la Copa del Món de ciclisme (1989-2004). De 1996 a 1999 va ser conegut com a Gran Premi de Suïssa.
Els grans dominadors de la prova han estat els ciclistes suïssos (sobretot en els seus inicis) i l'any 2004 va veure la victòria del català Joan Antoni Flecha. El suís Heiri Suter, amb sis, és el ciclista amb més victòries en aquesta cursa. El darrer vencedor professional, el 2006, fou l'espanyol Samuel Sánchez.
Després de no disputar-se l'edició del 2007, el 2008 la cursa passà a ser disputada sols per ciclistes amateurs sub-23.

## Llista de guanyadors
| Any                                                            | Vencedor              | Segon                      | Tercer                 |
| -------------------------------------------------------------- | --------------------- | -------------------------- | ---------------------- |
| 1914                                                           | Henri Rheinwald       | Otto Wiedmer               | Robert Chopard         |
| 1915-1916. No disputada per culpa de la Primera Guerra Mundial |                       |                            |                        |
| 1917                                                           | Charles Martinet      | Joseph Zorloni             | Pasquale Valentini     |
| 1918                                                           | Anton Sieger          | Jakob Sieger               | Heinrich Wegmann       |
| 1919                                                           | Heiri Suter           | Emil Strasser              | Hans Lienhard          |
| 1920                                                           | Heiri Suter           | Joseph Zorloni             | François Francescon    |
| 1921                                                           | Riccardo Maffeo       | Aldo Bani                  | Alfred Datwiler        |
| 1922                                                           | Heiri Suter           | Hermann Gehrig             | Louis Krauss           |
| 1923                                                           | Adolf Huschke         | Heiri Suter                | Kastor Notter          |
| 1924                                                           | Heiri Suter           | Kastor Notter              | Max Suter              |
| 1925                                                           | Hans Kaspar           | Henry Reymond              | Marcel Perriere        |
| 1926                                                           | Albert Blattmann      | Otto Lehner                | Oskar Tietz            |
| 1927                                                           | Kastor Notter         | Oskar Tietz                | Felix Manthey          |
| 1928                                                           | Heiri Suter           | Albert Meyer               | Henry Reymond          |
| 1929                                                           | Heiri Suter           | Ludwig Geyer               | Jozef Zind             |
| 1930                                                           | Omer Taverne          | Désiré Louesse             | Max Bulla              |
| 1931                                                           | Max Bulla             | Karl Altenburger           | Albert Buchi           |
| 1932                                                           | Auguste Erne          | Alfred Bula                | Karl Altenburger       |
| 1933                                                           | Walter Blattmann      | Alfred Bula                | Willy Kutschbach       |
| 1934                                                           | Paul Egli             | August Erne                | Alfred Bula            |
| 1935                                                           | Paul Egli             | Leo Amberg                 | Walter Blattmann       |
| 1936                                                           | Werner Buchwalder     | Jean Wauters               | August Erne            |
| 1937                                                           | Leo Amberg            | Edgar Buchwalder           | Werner Buchwalder      |
| 1938                                                           | Hans Martin           | Walter Blattmann           | Paul Egli              |
| 1939                                                           | Karl Litschi          | Edgar Buchwalder           | Walter Gross           |
| 1940                                                           | Robert Zimmermann     | Walter Diggelmann          | Rudolf Breitenmoser    |
| 1941                                                           | Walter Diggelmann     | Hans Maag                  | Paul Egli              |
| 1942                                                           | Paul Egli             | Walter Diggelmann          | Hans Knecht            |
| 1943                                                           | Ferdi Kübler          | Kurt Zaugg                 | Walter Diggelmann      |
| 1944                                                           | Ernst Näf             | Ernest Kuhn                | Hans Knecht            |
| 1945                                                           | Léo Weilenmann        | Hans Maag                  | Ernst Naef             |
| 1946                                                           | Gino Bartali          | Fausto Coppi               | Hans Bolliger          |
| 1947                                                           | Charles Guyot         | Renzo Zanazzi              | Ferdi Kübler           |
| 1948                                                           | Gino Bartali          | Ernst Stettler             | Hans Schutz            |
| 1949                                                           | Fritz Schaer          | Camille Danguillaume       | Gottfried Weilenmann   |
| 1950                                                           | Fritz Schaer          | Ferdi Kübler               | Désiré Keteleer        |
| 1951                                                           | Jean Brun             | Fritz Schaer               | Hans Sommer            |
| 1952                                                           | Hugo Koblet           | Carlo Clerici              | Fritz Schaer           |
| 1953                                                           | Eugen Kamber          | Armando Para               | Carlo Clerici          |
| 1954                                                           | Hugo Koblet           | Eugen Kamber               | Jean Brun              |
| 1955                                                           | Max Schellenberg      | Carlo Lanfranchi           | Roland Callebout       |
| 1956                                                           | Carlo Clerici         | Giuseppe Cainero           | Heinz Graf             |
| 1957                                                           | Hans Junkermann       | Riccardo Filippi           | Ludo van der Elst      |
| 1958                                                           | Giuseppe Cainero      | Hans Junkermann            | Heinz Graf             |
| 1959                                                           | Angelo Conterno       | Heinz Graf                 | Otto Altweck           |
| 1960                                                           | Freddy Ruegg          | Alcide Vaucher             | Arrigo Padovan         |
| 1961                                                           | Rolf Maurer           | Heinz Graf                 | André Noyelle          |
| 1962                                                           | Jan Janssen           | Marc Ongenae               | Ralf Gijsels           |
| 1963                                                           | Franco Balmamion      | Angelo Conterno            | Vendramino Bariviera   |
| 1964                                                           | Guido Reybrouck       | Gastone Nencini            | Robert Hintermuller    |
| 1965                                                           | Franco Bitossi        | Roland Zoeffel             | Jan Hugens             |
| 1966                                                           | Italo Zilioli         | Luciano Armani             | Francis Blanc          |
| 1967                                                           | Robert Hagmann        | Paul Zollinger             | Louis Pfenninger       |
| 1968                                                           | Franco Bitossi        | Valere van Sweevelt        | Marino Basso           |
| 1969                                                           | Roger Swerts          | Eddy Beugels               | Roger de Vlaeminck     |
| 1970                                                           | Walter Godefroot      | Frans Minjens              | André Dierickx         |
| 1971                                                           | Herman van Springel   | Romano Tumellero           | Roland Berland         |
| 1972                                                           | Willy Vanneste        | Victor van Schil           | André Poppe            |
| 1973                                                           | André Dierickx        | Hennie Kuiper              | Lucien de Brauwere     |
| 1974                                                           | Walter Godefroot      | Gustaaf van Roosbroeck     | Frans Verbeeck         |
| 1975                                                           | Roger de Vlaeminck    | Eddy Merckx                | Francesco Moser        |
| 1976                                                           | Freddy Maertens       | Roger de Vlaeminck         | Walter Godefroot       |
| 1977                                                           | Francesco Moser       | Ronald de Witte            | Walter Godefroot       |
| 1978                                                           | Dietrich Thurau       | Francesco Moser            | Gustaaf van Roosbroeck |
| 1979                                                           | Giuseppe Saronni      | Francesco Moser            | Marc Demeyer           |
| 1980                                                           | Gery Verlinden        | Jean-Philippe Vandenbrande | Stephan Mutter         |
| 1981                                                           | Beat Breu             | Henry Rinklin              | Daniel Willems         |
| 1982                                                           | Adri van der Poel     | Hubert Seiz                | Tommy Prim             |
| 1983                                                           | Johan van der Velde   | Gilbert Glaus              | Frits Pirard           |
| 1984                                                           | Phil Anderson         | Hubert Seiz                | Pierino Gavazzi        |
| 1985                                                           | Ludo Peeters          | Mario Beccia               | Steve Bauer            |
| 1986                                                           | Acacio da Silva       | Steve Bauer                | Adri van der Poel      |
| 1987                                                           | Rolf Gölz             | Raul Alcala                | Camillo Passera        |
| 1988                                                           | Steven Rooks          | Rolf Sorensen              | Tony Rominger          |
| 1989                                                           | Steve Bauer           | Acacio da Silva            | Rolf Golz              |
| 1990                                                           | Charly Mottet         | Greg LeMond                | Claudio Chiappucci     |
| 1991                                                           | Johan Museeuw         | Laurent Jalabert           | Maximilian Sciandri    |
| 1992                                                           | Viatxeslav Iekímov    | Lance Armstrong            | Jan Nevens             |
| 1993                                                           | Maurizio Fondriest    | Charly Mottet              | Bruno Cenghialta       |
| 1994                                                           | Gianluca Bortolami    | Johan Museeuw              | Maurizio Fondriest     |
| 1995                                                           | Johan Museeuw         | Gianni Bugno               | Giorgio Furlan         |
| 1996                                                           | Andrea Ferrigato      | Michele Bartoli            | Johan Museeuw          |
| 1997                                                           | Davide Rebellin       | Jan Ullrich                | Rolf Sorensen          |
| 1998                                                           | Michele Bartoli       | Franck Vandenbroucke       | Salvatore Commesso     |
| 1999                                                           | Grzegorz Gwiazdowski  | Sergio Barbero             | Andrei Txmil           |
| 2000                                                           | Laurent Dufaux        | Jan Ullrich                | Francesco Casagrande   |
| 2001                                                           | Paolo Bettini         | Jan Ullrich                | Fernando Escartín      |
| 2002                                                           | Dario Frigo           | Paolo Bettini              | Lance Armstrong        |
| 2003                                                           | Daniele Nardello      | Jan Ullrich                | Paolo Bettini          |
| 2004                                                           | Joan Antoni Flecha    | Jan Ullrich                | Jérôme Pineau          |
| 2005                                                           | Paolo Bettini         | Franck Schleck             | Lorenzo Bernucci       |
| 2006                                                           | Samuel Sánchez        | Stuart O'Grady             | Davide Rebellin        |
| 2007                                                           | no disputat           | no disputat                | no disputat            |
| Amateur                                                        |                       |                            |                        |
| 2008                                                           | Nico Keinath          | Michael Randin             | Matthias Brändle       |
| 2009                                                           | Stefan Trafelet       | Pirmin Lang                | Steve Bovay            |
| 2010                                                           | Pirmin Lang           | Sven Schelling             | Christian Heule        |
| 2011                                                           | Bernhard Oberholzer   | Dominik Fuchs              | Pirmin Lang            |
| 2012                                                           | Sébastien Reichenbach | Jonathan Fumeaux           | Michael Bär            |
| 2013                                                           | Raul Costa Seibeb     | Mirco Saggiorato           | Dominik Fuchs          |
| 2014                                                           | Fabian Lienhard       | Nico Brüngger              | Lukas Spengler         |